# Per Arne Ferner
Per Arne Ferner (* 1985 in Oslo) ist ein norwegischer Jazz- und Fusionmusiker (Gitarre).

## Leben und Wirken
Ferner lernte seit seinem zwölften Lebensjahr Gitarre und erkundete nacheinander verschiedene Genres; nach Ausflügen in den Blues, Rock und Progressive Metal kam er bei der klassischen Musik und dem Jazz an. Am Rytmisk Musikkonservatorium in Kopenhagen absolvierte er den Masterstudiengang Interpret/Jazzgitarre, um sich von 2010 bis 2012 im Solistenprogramm weiterzubilden. Auch nahm er an einem Workshop der Manhattan School of Music mit Ralph Alessi, Tyshawn Sorey und Andy Milne teil.
Ferner war mit der Fusionband Flux, zu der Mikkel Breck (Flöte), Simon Linnert (Piano), Marc Lohr (Perkussion) und Jesper Thorn (Bass) gehörten, beim Jazzwettbewerb in Hoeilaart 2007 erfolgreich und veröffentlichte 2010 das Album Peninsulator, für das er komponierte. 2008 bildete er gemeinsam mit dem Pianisten Per Gunnar Juliusson, den er beim Studium kennengelernt hatte, das Duo Ferner/Juliusson, das 2010 den Wettbewerb JazzIntro bei Moldejazz gewann. 2012 erschien ihr erstes Album Undertowed, das mit dem Klassiker Undercurrent verglichen wurde. Er ist seitdem als Begleiter von Karl Strømme hervorgetreten, zunächst 2018 in dessen Quintettalbum Dynalyd, 2022 im Trio mit Song Dust.